# Euoniticellus wittei
Euoniticellus wittei là một loài bọ cánh cứng trong họ Bọ hung (Scarabaeidae).